# Stadio Nazionale (Andorra la Vella)
Lo stadio Nazionale (in catalano Estadi Nacional) è un impianto sportivo situato ad Andorra la Vella. Ospita le partite interne delle squadre nazionali di calcio e rugby di Andorra.

## Storia
La costruzione dell'impianto è iniziata nel 2013 e terminata nel 2014.
La prima partita ufficiale è stata Andorra-Galles, valida per le qualificazioni al campionato europeo di calcio 2016 - Gruppo B, giocata il 9 settembre 2014, dopo che il campo in sintetico ha ottenuto la convalida da parte della FIFA una settimana prima della partita.

## Struttura e ubicazione
Lo stadio è stato costruito in un contesto urbano molto stretto, con molti edifici a ridosso, nelle vicinanze del fiume Valira. Ha una capacità di 3 306 posti a sedere e il terreno di gioco è in erba sintetica.